# Scott Dann
Scott Dann (* 14. Februar 1987 in Liverpool) ist ein englischer ehemaliger Fußballspieler, zuletzt für den FC Reading spielte.

## Karriere

### FC Walsall
Scott Dann spielte in den Jahren 2003 und 2004 in der Jugend des FC Walsall, dann unterschrieb er einen Profivertrag dort. Während der Saison 2004/05 gehörte er zum Stammspieler der Reservemannschaft, 2005 hatte er einen kurzen Aufenthalt beim dänischen Verein Køge BK, wo er zwei Spiele absolvierte. Im Oktober 2005 wurde er an Redditch United verliehen, die in der Conference North spielten. Nach elf Spielen endete die Leihe jedoch im Januar 2006. Daraufhin wurde er ein weiteres Mal verliehen, dieses Mal an den Ligakonkurrenten Hednesford Town, die durch Verletzungen auf zwei wichtige Abwehrspieler verzichten mussten.
Nach drei Spielen und einer darauffolgenden Verletzung war die Leihe allerdings früh beendet. Er kehrte zum FC Walsall und unterschrieb dort im Mai 2006 einen neuen Vertrag.
In der Saison 2006/07 avancierte er zum Stammspieler und er bestritt 30 Ligaspiele und erzielte dabei vier Tore. Ein Highlight der Saison war sein 1:0-Treffer im Carling Cup gegen Plymouth Argyle, der seinem Team den Einzug in die nächste Runde bescherte. Doch der größte Triumph war der Gewinn der Football League Two 2006/07. Vor dem Auftakt der Football League One 2007/08 unterzeichnete er im Juni 2007 einen neuen Dreijahresvertrag. Im Januar 2008 verließ er ganz überraschend den Verein. In 59 Ligaspielen erzielte er sieben Tore.

### Coventry City
Im Januar 2008 wechselte er dann zu Coventry City für eine unbekannte Ablösesumme. Medien schätzen diese auf circa eine Million Pfund Sterling. Die gezeigte Leistung bei den Saddlers bestätigte er auch bei Coventry, gemeinsam mit seinem Teamkollegen aus Walsall Danny Fox. So konnten sie die Sky Blues vor einem Abstieg bewahren. Gemeinsam mit Fox debütierten sie auch am 25. März 2008 in der englischen U-21-Nationalmannschaft gegen Polen. In der Saison 2008/09 wurde Dann vom Trainer zum Kapitän gewählt und absolvierte in dieser Saison 31 Spiele, in denen er drei Tore schoss. Nach 47 Spielen und drei Toren verließ er den Verein im Juni 2009.

### Birmingham City
Am 12. Juni 2009 wechselte er für eine unbekannte Ablösesumme zu Birmingham City, es wird aber bei Birmingham von einer Rekordsumme für einen Verteidiger gesprochen. Die Lokalpresse schätzt die Ablöse auf 3,5 bis 4 Millionen Pfund und dazu eine Zusatzsumme, die von den Einsatzzeiten von Dann abhängig ist. Eine Oberschenkelverletzung behinderte ihn in seiner Fitness, so dass ihm der Trainer erst am 19. September, nach der Verletzung von Franck Queudrue eine Chance gab sein Debüt gegen Hull City in der Startformation zu absolvieren. Birmingham gewann 1:0, Dann spielte eine solide Partie und festigte vorerst seinen Stammplatz. Zu Weihnachten 2009 beschrieb der The-Times-Korrespondent Patrick Barclay ihn und seinen Verteidigerkollegen Roger Johnson als "sichere Bank" in dieser Saison und schlug Johnson sogar als zukünftigen englischen Nationalspieler vor. Dann war Teil der Mannschaft, die zwölf Spiele lang ungeschlagen blieb, fünfzehn Spiele wettbewerbsübergreifend, ein Vereinsrekord der zum Klassenerhalt beitrug. Sein erstes Tor für Birmingham erzielte er am 13. Februar 2010 beim FA Cup gegen Derby County. Im Training zog er sich eine Wadenverletzung zu und verpasste somit die letzten drei Spiele der Saison, die der Klub am Ende mit dem neunten Platz beendete. Dies war das beste Ergebnis für Birmingham seit über fünfzig Jahren.
Bei der Saisonvorbereitung 2010/11 im fernen Osten erzielte er beim Xtep Cup das erste Tor beim 3:2-Sieg über die Hong Kong League XI, eine Auswahlmannschaft der besten Spieler der Hong Kong First Division League. Beim Saisonauftakt gegen den AFC Sunderland erzielte er nach einer Flanke von Sebastian Larsson den 1:2-Anschlusstreffer per Kopf und damit sein erstes Ligator für Birmingham, bis Liam Ridgewell in der 88. Minute den 2:2-Ausgleichstreffer erzielte.
Im Januar zog er sich im Halbfinale des League Cups eine schwere Verletzung zu und fällt bis zum Ende der Saison aus.

### Blackburn Rovers
Am 31. August 2011 wechselte Dann für sechs Millionen Pfund Ablöse zum Erstligisten Blackburn Rovers und unterzeichnete einen Vierjahresvertrag.

### Crystal Palace
Im Januar 2014 wechselte Dann zu Crystal Palace. Am 8. Februar debütierte er beim 3:1-Heimsieg über West Bromwich Albion.

### FC Reading
Ende August 2021 unterzeichnete Dann einen Einjahresvertrag beim Zweitligisten FC Reading. Im März 2022 wurde der Vertrag um ein Jahr verlängert.

### Nationalmannschaft
Scott Dann absolvierte zwei Länderspiele für die U-21-Nationalmannschaft Englands. Am 25. März 2008 gab er sein Debüt gegen Polen und am 15. Mai bestritt er sein letztes Spiel gegen Wales.

## Sonstiges
Dann gehörte dem Fankreis des FC Liverpool an und war Dauerkarteninhaber.

## Titel und Erfolge
- Football League Two: 2006/07
- Xtep Cup: 2010
- Englischer Ligapokalsieger: 2011